# Liga Juvenil de la UEFA 2018-19
La Liga Juvenil de la UEFA 2018-19 fue la 6.ª edición de la competición juvenil europea. Se disputó entre el 18 de septiembre del 2018 y el 29 de abril de 2019. La competición se compuso de las escuadras juveniles de los 32 equipos que consiguieron su clasificación para la fase de grupos de la Liga de Campeones de la UEFA 2018-19, junto a 32 clubes que representaron a los campeones a nivel nacional de las 32 federaciones con mejor ranking de la UEFA.

## Equipos participantes
Son 64 equipos quienes participaron en esta edición de la Liga Juvenil de la UEFA 2018–19, procedentes de los equipos matrices pertenecientes a las asociaciones de la UEFA con competición propia de liga. Para el acceso a las fases finales, se incluyeron por una parte a aquellos conjuntos clasificados por la Liga de Campeones de la UEFA y a los campeones nacionales de las federaciones asociadas que presentan mejor ranking.

### Distribución por Fase
|                             |                             | Equipos que entran en esta fase                                                  |
| --------------------------- | --------------------------- | -------------------------------------------------------------------------------- |
| Primera fase (32 equipos)   | Primera fase (32 equipos)   | - 32 equipos campeones de su federación                                          |
| Segunda fase (16 equipos)   | Segunda fase (16 equipos)   | - 16 ganadores de la primera fase                                                |
| Fase de grupos (32 equipos) | Fase de grupos (32 equipos) | - 32 equipos que participan en la fase de grupos de la Liga de Campeones 2016-17 |
| Play off (16 equipos)       | Play off (16 equipos)       | - 8 ganadores de la segunda fase - 8 segundos de la fase de grupos               |
| Fase final (16 equipos)     | Fase final (16 equipos)     | - 8 primeros de la fase de grupos - 8 ganadores de la eliminatoria               |

### Reglas de clasificación
Los equipos se clasifican según los puntos obtenidos en la fase de grupos (3 puntos por ganar, 1 punto por empatar y 0 puntos por perder), si algún equipo está empatado con otro a puntos, se aplicarán unos criterios de desempate, en el siguiente orden para determinar quien quedará por encima (Artículo 17.01 del Reglamento UEFA para la Liga de Campeones de la temporada 2018-19):
1. Puntos logrados en los enfrentamientos directos entre ambos clubes.
2. Diferencia de goles en los enfrentamientos directos entre ambos clubes.
3. Goles marcados en los enfrentamientos directos entre ambos clubes.
4. Goles como visitante marcados en los enfrentamientos directos entre ambos clubes.
5. Si más de dos equipos están empatados y después de aplicar estos criterios de enfrentamientos directos, un subconjunto de equipos aun siguen empatados, se volverán a emplear dichos criterios exclusivamente a este subconjunto de equipos.
6. Diferencia de goles en todos los partidos del grupo.
7. Goles marcados en todos los partidos del grupo.
8. Goles como visitante marcados en todos los partidos del grupo.
9. Victorias en todos los partidos del grupo.
10. Victorias como visitante en todos los partidos del grupo.
11. Puntos de disciplina (tarjeta roja: 3 puntos, tarjeta amarilla: 1 punto, expulsión por doble amarilla en un encuentro: 3 puntos).
12. Coeficiente de la UEFA para los clubes.

## Fase de grupos
Los 32 clubes que participaron en la Liga de Campeones de la UEFA 2018-19, fueron representados en esta edición de la Liga Juvenil de la UEFA por jugadores sub-19, compitiendo en grupos con la misma configuración y calendario que la competición absoluta, obteniendo los ocho campeones de grupo pase directo a octavos de final. Los ocho segundos disputaron una fase adicional de Play-Offs.

### Grupo A
| Pos. | Equipo             | Pts. | PJ | G | E | P | GF | GC | Dif. | Clasificación    |     | ATL | MON | CBR | BDM |
| ---- | ------------------ | ---- | -- | - | - | - | -- | -- | ---- | ---------------- | --- | --- | --- | --- | --- |
| 1    | Atlético de Madrid | 12   | 6  | 4 | 0 | 2 | 15 | 8  | +7   | Octavos de final |     | —   | 3–0 | 1–2 | 4–0 |
| 2    | A. S. Monaco       | 10   | 6  | 3 | 1 | 2 | 9  | 9  | 0    | Play offs        |     | 0–2 | —   | 3–1 | 1–1 |
| 3    | Club Brujas        | 7    | 6  | 2 | 1 | 3 | 10 | 11 | −1   |                  |     | 3–1 | 2–3 | —   | 1–1 |
| 4    | Borussia Dortmund  | 5    | 6  | 1 | 2 | 3 | 7  | 13 | −6   |                  | 3–4 | 0–2 | 2–1 | —   |     |

 Fuente: UEFA
Criterios de clasificación: Reglas de clasificación

### Grupo B
| Pos. | Equipo            | Pts. | PJ | G | E | P | GF | GC | Dif. | Clasificación    |     | FCB | TOT | INT | PSV |
| ---- | ----------------- | ---- | -- | - | - | - | -- | -- | ---- | ---------------- | --- | --- | --- | --- | --- |
| 1    | F. C. Barcelona   | 11   | 6  | 3 | 2 | 1 | 8  | 6  | +2   | Octavos de final |     | —   | 0–2 | 2–1 | 2–1 |
| 2    | Tottenham Hotspur | 9    | 6  | 2 | 3 | 1 | 10 | 8  | +2   | Play offs        |     | 1–1 | —   | 2–4 | 2–0 |
| 3    | Inter de Milán    | 7    | 6  | 2 | 1 | 3 | 10 | 9  | +1   |                  |     | 0–2 | 1–1 | —   | 3–0 |
| 4    | PSV Eindhoven     | 5    | 6  | 1 | 2 | 3 | 6  | 11 | −5   |                  | 1–1 | 2–2 | 2–1 | —   |     |

 Fuente: UEFA
Criterios de clasificación: Reglas de clasificación

### Grupo C
| Pos. | Equipo              | Pts. | PJ | G | E | P | GF | GC | Dif. | Clasificación    |     | LIV | PSG | NAP | EST |
| ---- | ------------------- | ---- | -- | - | - | - | -- | -- | ---- | ---------------- | --- | --- | --- | --- | --- |
| 1    | Liverpool F. C.     | 13   | 6  | 4 | 1 | 1 | 17 | 7  | +10  | Octavos de final |     | —   | 5–2 | 5–0 | 2–1 |
| 2    | Paris Saint-Germain | 13   | 6  | 4 | 1 | 1 | 13 | 10 | +3   | Play offs        |     | 3–2 | —   | 0–0 | 2–1 |
| 3    | S. S. C. Napoli     | 6    | 6  | 1 | 3 | 2 | 9  | 15 | −6   |                  |     | 1–1 | 2–5 | —   | 5–3 |
| 4    | Estrella Roja       | 1    | 6  | 0 | 1 | 5 | 6  | 13 | −7   |                  | 0–2 | 0–1 | 1–1 | —   |     |

 Fuente: UEFA
Criterios de clasificación: Reglas de clasificación

### Grupo D
| Pos. | Equipo            | Pts. | PJ | G | E | P | GF | GC | Dif. | Clasificación    |     | OPO | LOK | GAL | SCH |
| ---- | ----------------- | ---- | -- | - | - | - | -- | -- | ---- | ---------------- | --- | --- | --- | --- | --- |
| 1    | F. C. Oporto      | 13   | 6  | 4 | 1 | 1 | 13 | 5  | +8   | Octavos de final |     | —   | 2–1 | 2–2 | 3–0 |
| 2    | FC Lokomotiv      | 10   | 6  | 3 | 1 | 2 | 8  | 5  | +3   | Play offs        |     | 2–1 | —   | 0–1 | 0–0 |
| 3    | Galatasaray S. K. | 10   | 6  | 3 | 1 | 2 | 8  | 6  | +2   |                  |     | 0–2 | 0–1 | —   | 3–0 |
| 4    | FC Schalke 04     | 1    | 6  | 0 | 1 | 5 | 2  | 15 | −13  |                  | 0–3 | 1–4 | 1–2 | —   |     |

 Fuente: UEFA
Criterios de clasificación: Reglas de clasificación

### Grupo E
| Pos. | Equipo            | Pts. | PJ | G | E | P | GF | GC | Dif. | Clasificación    |     | AJX | BEN | BMU | AEK |
| ---- | ----------------- | ---- | -- | - | - | - | -- | -- | ---- | ---------------- | --- | --- | --- | --- | --- |
| 1    | Ajax de Ámsterdam | 11   | 6  | 3 | 2 | 1 | 23 | 8  | +15  | Octavos de final |     | —   | 3–0 | 1–2 | 6–0 |
| 2    | S. L. Benfica     | 11   | 6  | 3 | 2 | 1 | 14 | 9  | +5   | Play offs        |     | 3–3 | —   | 3–0 | 3–0 |
| 3    | Bayern de Múnich  | 11   | 6  | 3 | 2 | 1 | 12 | 8  | +4   |                  |     | 2–2 | 2–2 | —   | 2–0 |
| 4    | AEK Atenas        | 0    | 6  | 0 | 0 | 6 | 2  | 26 | −24  |                  | 1–8 | 1–3 | 0–4 | —   |     |

 Fuente: UEFA
Criterios de clasificación: Reglas de clasificación

### Grupo F
| Pos. | Equipo              | Pts. | PJ | G | E | P | GF | GC | Dif. | Clasificación    |     | HOF | OLY | MCT | SHA |
| ---- | ------------------- | ---- | -- | - | - | - | -- | -- | ---- | ---------------- | --- | --- | --- | --- | --- |
| 1    | TSG 1899 Hoffenheim | 11   | 6  | 3 | 2 | 1 | 15 | 10 | +5   | Octavos de final |     | —   | 3–1 | 5–2 | 1–1 |
| 2    | Olympique de Lyon   | 11   | 6  | 3 | 2 | 1 | 13 | 8  | +5   | Play offs        |     | 3–3 | —   | 2–0 | 2–0 |
| 3    | Manchester City     | 7    | 6  | 2 | 1 | 3 | 10 | 14 | −4   |                  |     | 2–1 | 1–4 | —   | 4–1 |
| 4    | FK Shajtar Donetsk  | 3    | 6  | 0 | 3 | 3 | 5  | 11 | −6   |                  | 1–2 | 1–1 | 1–1 | —   |     |

 Fuente: UEFA
Criterios de clasificación: Reglas de clasificación

### Grupo G
| Pos. | Equipo            | Pts. | PJ | G | E | P | GF | GC | Dif. | Clasificación    |     | RMA | ROM | VKP | CKM |
| ---- | ----------------- | ---- | -- | - | - | - | -- | -- | ---- | ---------------- | --- | --- | --- | --- | --- |
| 1    | Real Madrid C. F. | 18   | 6  | 6 | 0 | 0 | 20 | 7  | +13  | Octavos de final |     | —   | 3–1 | 3–2 | 2–1 |
| 2    | A.S. Roma         | 9    | 6  | 3 | 0 | 3 | 14 | 17 | −3   | Play offs        |     | 1–6 | —   | 3–4 | 3–1 |
| 3    | Viktoria Pilsen   | 5    | 6  | 1 | 2 | 3 | 11 | 14 | −3   |                  |     | 1–2 | 2–4 | —   | 1–1 |
| 4    | CSKA Moscú        | 2    | 6  | 0 | 2 | 4 | 6  | 13 | −7   |                  | 1–4 | 1–2 | 1–1 | —   |     |

 Fuente: UEFA
Criterios de clasificación: Reglas de clasificación

### Grupo H
| Pos. | Equipo              | Pts. | PJ | G | E | P | GF | GC | Dif. | Clasificación    |     | MNU | JUV | YOU | VAL |
| ---- | ------------------- | ---- | -- | - | - | - | -- | -- | ---- | ---------------- | --- | --- | --- | --- | --- |
| 1    | Manchester United   | 16   | 6  | 5 | 1 | 0 | 20 | 7  | +13  | Octavos de final |     | —   | 4–1 | 6–2 | 4–0 |
| 2    | Juventus de Turín   | 10   | 6  | 3 | 1 | 2 | 11 | 11 | 0    | Play offs        |     | 2–2 | —   | 2–1 | 3–0 |
| 3    | B. S. C. Young Boys | 7    | 6  | 2 | 1 | 3 | 12 | 15 | −3   |                  |     | 1–2 | 4–2 | —   | 3–3 |
| 4    | Valencia C. F.      | 1    | 6  | 0 | 1 | 5 | 4  | 14 | −10  |                  | 1–2 | 0–1 | 0–1 | —   |     |

 Fuente: UEFA
Criterios de clasificación: Reglas de clasificación

## Ruta de los Campeones Nacionales
Para esta etapa, los 32 equipos representantes a través de los cupos de campeones de cada federación, se dividieron en dos rondas con partidos de ida y vuelta. El sorteo de la primera y la segunda ronda se celebró el 4 de septiembre de 2018 en la sede de la UEFA en Nyon, Suiza; dividiéndose en grupos definidos por criterios deportivos y geográficos antes del sorteo.
En ambas rondas, si el marcador global está empatado después del tiempo completo del partido de vuelta, se utiliza la regla del gol de visitante para decidir al conjunto ganador. Si continúa el empate, el partido se decidirá mediante una tanda de penaltis (sin disputar una prórroga). Una vez finalizada la segunda ronda, los ocho clubes ganadores avanzan a los play-offs, donde se les unen a los ocho subcampeones de grupo de la fase de grupos.

### Primera Ronda
Los partidos de ida se jugaron entre el 2 al 4 de octubre de 2018, mientras que los partidos de vuelta entre los días 23 y 24 de octubre de 2018. 
| Equipo 1            | Agr.         | Equipo 2                  | Ida  | Vuelta |
| ------------------- | ------------ | ------------------------- | ---- | ------ |
| Altınordu F. K.     | 3-2          | HJK Helsinki              | 1-1  | 2-1    |
| MŠK Žilina          | 1-7          | Montpellier Hérault       | 1-5  | 0-2    |
| F. C. Basilea       | 4-4 (2-3 p.) | Hamilton Academical F. C. | 2-2  | 2-2    |
| FC Dinamo de Kiev   | 6-1          | PFC Septemvri Sofia       | 1-0  | 5-1    |
| KR Reykjavík        | 1-3          | IF Elfsborg               | 1-2  | 0-1    |
| R. S. C. Anderlecht | 1-1 (g.v.)   | FC Admira Wacker Mödling  | 0-0  | 1-1    |
| FC Midtjylland      | 4-2          | Bohemian F. C.            | 2-1  | 2-1    |
| Chelsea F. C.       | 14-1         | Molde FK                  | 10-1 | 4-0    |
| AEL Limassol FC     | 1-4          | PAOK Salónica             | 1-2  | 0-2    |
| S. K. Sigma Olomouc | 7-3          | NK Maribor                | 4-1  | 3-2    |
| FK Qäbälä           | 4-2          | FC Sheriff Tiraspol       | 1-1  | 3-1    |
| Hertha Berlín       | 5-2          | Lech Poznań               | 2-0  | 3-2    |
| F. C. Astana        | 7-1          | K. S. Vllaznia Shkodër    | 3-1  | 4-0    |
| FK Anzhí Majachkalá | 3-1          | Maccabi Tel Aviv F. C.    | 3-2  | 0-3    |
| Viitorul Constanța  | 0-3          | G. N. K. Dinamo Zagreb    | 0-1  | 0-2    |
| FC Minsk            | 4-3          | Szombathelyi Haladás      | 1-0  | 3-3    |

### Segunda Ronda
Los partidos de ida se jugaron entre los días 6 al 7 de noviembre de 2018, mientras que los encuentros de vuelta se jugaron el 27 y 28 de noviembre de 2018. 
| Equipo 1            | Agr.       | Equipo 2                  | Ida | Vuelta |
| ------------------- | ---------- | ------------------------- | --- | ------ |
| R. S. C. Anderlecht | 2-3        | FC Dinamo de Kiev         | 1-1 | 1-2    |
| FC Midtjylland      | 4-1        | Hamilton Academical F. C. | 2-0 | 2-1    |
| Altınordu F. K.     | 2-5        | Montpellier Hérault       | 2-4 | 0-1    |
| IF Elfsborg         | 0-9        | Chelsea F. C.             | 0-3 | 0-6    |
| PAOK Salónica       | 3-1        | FC Minsk                  | 2-1 | 1-0    |
| FK Qäbälä           | 1-4        | Hertha Berlín             | 1-3 | 0-1    |
| F. C. Astana        | 2-4        | G. N. K. Dinamo Zagreb    | 1-1 | 1-3    |
| S. K. Sigma Olomouc | 3-3 (g.v.) | Maccabi Tel Aviv F. C.    | 1-1 | 2-2    |

## Play-Offs
El sorteo de los emparejamientos se celebró el 17 de diciembre de 2018 en la sede de la UEFA en Nyon, Suiza. Los ocho ganadores de la segunda ronda de la Ruta de Campeones Nacionales se sortearon contra los ocho subcampeones de cada grupo de la fase de grupos. Para este, además, aquellos equipos que sean de la misma federación no podían enfrentarse entre sí.
Cada emparejamiento se jugó a un solo partido, en donde los ganadores de la segunda ronda serían quienes ejerzan como local. Si el marcador estaba empatado después del tiempo completo, el partido se decidía mediante una tanda de penaltis, sin disputar prórroga.
Los partidos se jugaron los días 19 y 20 de febrero de 2019. Los ocho ganadores de esta fase, avanzaron a los octavos de final, donde se unieron a los ocho primeros de la fase de grupos.
| Equipo 1               | Resultado    | Equipo 2          |
| ---------------------- | ------------ | ----------------- |
| PAOK Salónica          | 0-1          | Tottenham Hotspur |
| G. N. K. Dinamo Zagreb | 1-1 (5-4 p.) | FC Lokomotiv      |
| FC Dinamo de Kiev      | 3-0          | Juventus de Turín |
| Chelsea F. C.          | 3-1          | A. S. Monaco      |
| Montpellier Hérault    | 2-1          | S. L. Benfica     |
| Hertha Berlín          | 2-1          | S. S. C. Napoli   |
| FC Midtjylland         | 1-1 (4-2 p.) | A.S. Roma         |
| S. K. Sigma Olomouc    | 0-2          | Olympique de Lyon |

## Eliminatorias
El sorteo de los octavos de final en adelante se celebró el 22 de febrero de 2019 en la sede de la UEFA en Nyon, Suiza. El mecanismo de los sorteos para cada ronda fue el siguiente:
En el sorteo de los octavos de final no tuvo cabezas de serie, se compuso de 16 equipos: los ocho primeros de la fase de grupos y los ocho ganadores de los Play-Offs. Los equipos un mismo grupo de la fase de grupos no se podían enfrentar, pero los equipos de una misma federación sí. El orden del sorteo decidía además al equipo local para cada partido de octavos de final.
En los sorteos de los cuartos de final en adelante los equipos podían emparejarse con cualquier otro equipo, sin considerar grupo ni federación. El orden del sorteo definió al equipo que ejercía de local para los cuartos de final. De igual forma, según el orden seleccionado se establecieron qué ganadores ejercerían como equipo "local" para cada semifinal y la final en términos formales, ya que estos encuentros se jugaron en un campo neutral.
Cada emparejamiento se resolvió a partido único. Si el marcador estaba empatado después del tiempo completo, el partido se decidía mediante una tanda de penaltis sin disputar prórroga.
|  | Octavos de final         | Octavos de final         |                   |                   | Cuartos de final     | Cuartos de final     |  |                 | Semifinales                     | Semifinales                     |  |              | Final                           | Final                           |  |
|  | 6,12,13 de marzo de 2019 | 6,12,13 de marzo de 2019 |                   |                   | 2-3 de abril de 2019 | 2-3 de abril de 2019 |  |                 | 26 de abril de 2019 Nyon, Suiza | 26 de abril de 2019 Nyon, Suiza |  |              | 29 de abril de 2019 Nyon, Suiza | 29 de abril de 2019 Nyon, Suiza |  |
|  |                          |                          |                   |                   |                      |                      |  |                 |                                 |                                 |  |              |                                 |                                 |  |
|  |                          |                          |                   |                   |                      |                      |  |                 |                                 |                                 |  |              |                                 |                                 |  |
|  | 1899 Hoffenheim (p)      | 0 (4)                    |                   |                   |                      |                      |  |                 |                                 |                                 |  |              |                                 |                                 |  |
|  | 1899 Hoffenheim (p)      | 0 (4)                    |                   |                   |                      |                      |  |                 |                                 |                                 |  |              |                                 |                                 |  |
|  | FC Dinamo de Kiev        | 0 (2)                    |                   |                   |                      |                      |  |                 |                                 |                                 |  |              |                                 |                                 |  |
|  | FC Dinamo de Kiev        | 0 (2)                    |                   | 1899 Hoffenheim   | 4                    |                      |  |                 |                                 |                                 |  |              |                                 |                                 |  |
|  |                          |                          |                   | 1899 Hoffenheim   | 4                    |                      |  |                 |                                 |                                 |  |              |                                 |                                 |  |
|  |                          |                          | Real Madrid C. F. | 2                 |                      |                      |  |                 |                                 |                                 |  |              |                                 |                                 |  |
|  | Atlético de Madrid       | 1                        | Real Madrid C. F. | 2                 |                      |                      |  |                 |                                 |                                 |  |              |                                 |                                 |  |
|  | Atlético de Madrid       | 1                        |                   |                   |                      |                      |  |                 |                                 |                                 |  |              |                                 |                                 |  |
|  | Real Madrid C. F.        | 2                        |                   |                   |                      |                      |  |                 |                                 |                                 |  |              |                                 |                                 |  |
|  | Real Madrid C. F.        | 2                        |                   |                   |                      |                      |  | 1899 Hoffenheim | 0                               |                                 |  |              |                                 |                                 |  |
|  |                          |                          |                   |                   |                      |                      |  | 1899 Hoffenheim | 0                               |                                 |  |              |                                 |                                 |  |
|  |                          |                          | F. C. Oporto      | 3                 |                      |                      |  |                 |                                 |                                 |  |              |                                 |                                 |  |
|  | F. C. Oporto             | 2                        | F. C. Oporto      | 3                 |                      |                      |  |                 |                                 |                                 |  |              |                                 |                                 |  |
|  | F. C. Oporto             | 2                        |                   |                   |                      |                      |  |                 |                                 |                                 |  |              |                                 |                                 |  |
|  | Tottenham Hotspur        | 0                        |                   |                   |                      |                      |  |                 |                                 |                                 |  |              |                                 |                                 |  |
|  | Tottenham Hotspur        | 0                        |                   | F. C. Oporto      | 3                    |                      |  |                 |                                 |                                 |  |              |                                 |                                 |  |
|  |                          |                          |                   | F. C. Oporto      | 3                    |                      |  |                 |                                 |                                 |  |              |                                 |                                 |  |
|  |                          |                          | FC Midtjylland    | 0                 |                      |                      |  |                 |                                 |                                 |  |              |                                 |                                 |  |
|  | FC Midtjylland           | 3                        | FC Midtjylland    | 0                 |                      |                      |  |                 |                                 |                                 |  |              |                                 |                                 |  |
|  | FC Midtjylland           | 3                        |                   |                   |                      |                      |  |                 |                                 |                                 |  |              |                                 |                                 |  |
|  | Manchester United        | 1                        |                   |                   |                      |                      |  |                 |                                 |                                 |  |              |                                 |                                 |  |
|  | Manchester United        | 1                        |                   |                   |                      |                      |  |                 |                                 |                                 |  | F. C. Oporto | 3                               |                                 |  |
|  |                          |                          |                   |                   |                      |                      |  |                 |                                 |                                 |  | F. C. Oporto | 3                               |                                 |  |
|  |                          |                          | Chelsea F. C.     | 1                 |                      |                      |  |                 |                                 |                                 |  |              |                                 |                                 |  |
|  | F. C. Barcelona          | 3                        | Chelsea F. C.     | 1                 |                      |                      |  |                 |                                 |                                 |  |              |                                 |                                 |  |
|  | F. C. Barcelona          | 3                        |                   |                   |                      |                      |  |                 |                                 |                                 |  |              |                                 |                                 |  |
|  | Hertha Berlín            | 0                        |                   |                   |                      |                      |  |                 |                                 |                                 |  |              |                                 |                                 |  |
|  | Hertha Berlín            | 0                        |                   | F. C. Barcelona   | 3                    |                      |  |                 |                                 |                                 |  |              |                                 |                                 |  |
|  |                          |                          |                   | F. C. Barcelona   | 3                    |                      |  |                 |                                 |                                 |  |              |                                 |                                 |  |
|  |                          |                          | Olympique de Lyon | 2                 |                      |                      |  |                 |                                 |                                 |  |              |                                 |                                 |  |
|  | Olympique de Lyon (p)    | 2 (6)                    | Olympique de Lyon | 2                 |                      |                      |  |                 |                                 |                                 |  |              |                                 |                                 |  |
|  | Olympique de Lyon (p)    | 2 (6)                    |                   |                   |                      |                      |  |                 |                                 |                                 |  |              |                                 |                                 |  |
|  | Ajax de Ámsterdam        | 2 (5)                    |                   |                   |                      |                      |  |                 |                                 |                                 |  |              |                                 |                                 |  |
|  | Ajax de Ámsterdam        | 2 (5)                    |                   |                   |                      |                      |  | F. C. Barcelona | 2 (4)                           |                                 |  |              |                                 |                                 |  |
|  |                          |                          |                   |                   |                      |                      |  | F. C. Barcelona | 2 (4)                           |                                 |  |              |                                 |                                 |  |
|  |                          |                          | Chelsea F. C. (p) | 2 (5)             |                      |                      |  |                 |                                 |                                 |  |              |                                 |                                 |  |
|  | Chelsea F. C.            | 2                        | Chelsea F. C. (p) | 2 (5)             |                      |                      |  |                 |                                 |                                 |  |              |                                 |                                 |  |
|  | Chelsea F. C.            | 2                        |                   |                   |                      |                      |  |                 |                                 |                                 |  |              |                                 |                                 |  |
|  | Montpellier Hérault      | 1                        |                   |                   |                      |                      |  |                 |                                 |                                 |  |              |                                 |                                 |  |
|  | Montpellier Hérault      | 1                        |                   | Chelsea F. C. (p) | 2 (4)                |                      |  |                 |                                 |                                 |  |              |                                 |                                 |  |
|  |                          |                          |                   | Chelsea F. C. (p) | 2 (4)                |                      |  |                 |                                 |                                 |  |              |                                 |                                 |  |
|  |                          |                          | Dinamo Zagreb     | 2 (2)             |                      |                      |  |                 |                                 |                                 |  |              |                                 |                                 |  |
|  | Dinamo Zagreb (p)        | 1 (4)                    | Dinamo Zagreb     | 2 (2)             |                      |                      |  |                 |                                 |                                 |  |              |                                 |                                 |  |
|  | Dinamo Zagreb (p)        | 1 (4)                    |                   |                   |                      |                      |  |                 |                                 |                                 |  |              |                                 |                                 |  |
|  | Liverpool F. C.          | 1 (3)                    |                   |                   |                      |                      |  |                 |                                 |                                 |  |              |                                 |                                 |  |
|  | Liverpool F. C.          | 1 (3)                    |                   |                   |                      |                      |  |                 |                                 |                                 |  |              |                                 |                                 |  |
|  |                          |                          |                   |                   |                      |                      |  |                 |                                 |                                 |  |              |                                 |                                 |  |

### Octavos de final
La ronda de octavos de final se disputó los días 6, 12 y 13 de marzo de 2019.
| Equipo 1           | Resultado   | Equipo 2            |
| ------------------ | ----------- | ------------------- |
| Chelsea F. C.      | 2-1         | Montpellier Hérault |
| FC Midtjylland     | 3-1         | Manchester United   |
| GNK Dinamo Zagreb  | 1-1 (4-3 p) | Liverpool F. C.     |
| Olympique de Lyon  | 2-2 (6-5 p) | Ajax de Ámsterdam   |
| F. C. Barcelona    | 3-0         | Hertha Berlín       |
| F. C. Oporto       | 2-0         | Tottenham Hotspur   |
| 1899 Hoffenheim    | 0-0 (4-2 p) | FC Dinamo de Kiev   |
| Atlético de Madrid | 1-2         | Real Madrid C. F.   |

### Cuartos de final
Los cuartos de final de la competición se jugaron entre el 2 de abril y 3 de abril de 2019.
| Equipo 1        | Resultado   | Equipo 2          |
| --------------- | ----------- | ----------------- |
| F. C. Barcelona | 3-2         | Olympique de Lyon |
| 1899 Hoffenheim | 4-2         | Real Madrid C. F. |
| F. C. Oporto    | 3-0         | FC Midtjylland    |
| Chelsea F. C.   | 2-2 (4-2 p) | GNK Dinamo Zagreb |

### Semifinales
Las semifinales fueron disputadas el 26 de abril de 2019, en el Centre Sportif de Colovray de la ciudad de Nyon.
| Equipo 1        | Resultado   | Equipo 2      |
| --------------- | ----------- | ------------- |
| F. C. Barcelona | 2-2 (4-5 p) | Chelsea F. C. |
| 1899 Hoffenheim | 0-3         | F. C. Oporto  |

### Final
La definición de la final de la sexta edición de la competición, se llevó a cabo en el Colovray Stadium de la ciudad de Nyon en Suiza, el 29 de abril de 2009 ante unas 4,000 personas.
| 1          | POR        | Diogo Costa   |     |
| 2          | DEF        | Tomás Esteves |     |
| 3          | DEF        | Diogo Queirós |     |
| 4          | DEF        | Diogo Leite   |     |
| 5          | DEF        | Tiago Lopes   |     |
| 6          | MED        | Mor Ndiaye    |     |
| 8          | MED        | Fábio Vieira  |     |
| 10         | MED        | Romário Baró  | 89' |
| 11         | DEL        | João Mário    | 63' |
| 9          | DEL        | Fábio Silva   | 89' |
| 7          | DEL        | Ángel Torres  |     |
| Entrenador | Entrenador | Mário Silva   |     |

| 1          | POR        | Karlo Žiger           |     |
| 5          | DEF        | Ian Maatsen           |     |
| 3          | DEF        | Joseph Colley         |     |
| 4          | DEF        | Marc Guéhi            |     |
| 2          | DEF        | Tariq Lamptey         | 76' |
| 6          | MED        | George McEachran      |     |
| 8          | MED        | Billy Gilmour         |     |
| 11         | MED        | Juan Familia-Castillo |     |
| 7          | DEL        | Conor Gallagher       | 76' |
| 10         | DEL        | Luke McCormick        |     |
| 9          | DEL        | Daishawn Redan        |     |
| Entrenador | Entrenador | Joe Edwards           |     |

| 17 | MED | Afonso Sousa   | 63' |
| 16 | DEL | Gonçalo Borges | 89' |
| 18 | MED | Boris Enow     | 89' |

| 12 | MED | Charlie Brown    | 76' |
| 14 | MED | Faustino Anjorin | 76' |

| Anotado | 17' | Fábio Vieira  | 1-0 |
| Anotado | 55' | Diogo Queirós | 2-0 |
| Anotado | 57' | Afonso Sousa  | 3-1 |

| Anotado | 72' | Daishawn Redan | 2-1 |

| Amonestado | 78' | Ángel Torres |
| Amonestado | 85' | Mor Ndiaye   |

| Amonestado | 25' | Luke McCormick |
| Amonestado | 61' | Billy Gilmour  |
| Amonestado | 90' | Ian Maatsen    |

| Árbitro:             | François Letexier |
| Árbitros asistentes: | Cyril Mugnier     |
| Árbitros asistentes: | Mehdi Rahmouni    |
| Cuarto árbitro:      | Jérôme Brisard    |
| Reporte              |                   |

| 1          | POR        | Diogo Costa   |     |
| 2          | DEF        | Tomás Esteves |     |
| 3          | DEF        | Diogo Queirós |     |
| 4          | DEF        | Diogo Leite   |     |
| 5          | DEF        | Tiago Lopes   |     |
| 6          | MED        | Mor Ndiaye    |     |
| 8          | MED        | Fábio Vieira  |     |
| 10         | MED        | Romário Baró  | 89' |
| 11         | DEL        | João Mário    | 63' |
| 9          | DEL        | Fábio Silva   | 89' |
| 7          | DEL        | Ángel Torres  |     |
| Entrenador | Entrenador | Mário Silva   |     |

| 1          | POR        | Karlo Žiger           |     |
| 5          | DEF        | Ian Maatsen           |     |
| 3          | DEF        | Joseph Colley         |     |
| 4          | DEF        | Marc Guéhi            |     |
| 2          | DEF        | Tariq Lamptey         | 76' |
| 6          | MED        | George McEachran      |     |
| 8          | MED        | Billy Gilmour         |     |
| 11         | MED        | Juan Familia-Castillo |     |
| 7          | DEL        | Conor Gallagher       | 76' |
| 10         | DEL        | Luke McCormick        |     |
| 9          | DEL        | Daishawn Redan        |     |
| Entrenador | Entrenador | Joe Edwards           |     |

| 17 | MED | Afonso Sousa   | 63' |
| 16 | DEL | Gonçalo Borges | 89' |
| 18 | MED | Boris Enow     | 89' |

| 12 | MED | Charlie Brown    | 76' |
| 14 | MED | Faustino Anjorin | 76' |

| Anotado | 17' | Fábio Vieira  | 1-0 |
| Anotado | 55' | Diogo Queirós | 2-0 |
| Anotado | 57' | Afonso Sousa  | 3-1 |

| Anotado | 72' | Daishawn Redan | 2-1 |

| Amonestado | 78' | Ángel Torres |
| Amonestado | 85' | Mor Ndiaye   |

| Amonestado | 25' | Luke McCormick |
| Amonestado | 61' | Billy Gilmour  |
| Amonestado | 90' | Ian Maatsen    |

| Árbitro:             | François Letexier |
| Árbitros asistentes: | Cyril Mugnier     |
| Árbitros asistentes: | Mehdi Rahmouni    |
| Cuarto árbitro:      | Jérôme Brisard    |
| Reporte              |                   |

| Campeón de la Liga Juvenil 2018-19 |
| Bandera de Portugal                |
| F. C. Oporto 1.er título           |

## Goleadores
| N.º | Jugador             | Club                   | Goles | Goles | Goles | Goles |
| N.º | Jugador             | Club                   | FG    | CN    | EL    | Total |
| --- | ------------------- | ---------------------- | ----- | ----- | ----- | ----- |
| 1   | Charlie Brown       | Chelsea F. C.          | —     | 9     | 3     | 12    |
| 2   | Romário Baró        | F. C. Oporto           | 4     | —     | 2     | 6     |
| 2   | Nicolas-Gerrit Kühn | Ajax de Ámsterdam      | 6     | —     | 0     | 6     |
| 2   | Rodrigo Rodrigues   | Real Madrid C. F.      | 6     | —     | 0     | 6     |
| 2   | Casper Tengstedt    | FC Midtjylland         | —     | 5     | 1     | 6     |
| 6   | Alberto Fernández   | Real Madrid C. F.      | 3     | —     | 2     | 5     |
| 6   | Sergio Camello      | Atlético de Madrid     | 5     | —     | 0     | 5     |
| 6   | Facundo Colidio     | Inter de Milán         | 5     | —     | —     | 5     |
| 6   | Gianluca Gaetano    | S. S. C. Napoli        | 5     | —     | —     | 5     |
| 6   | Mason Greenwood     | Manchester United      | 5     | —     | 0     | 5     |
| 6   | Eduardo Guerrero    | Maccabi Tel Aviv F. C. | —     | 5     | —     | 5     |
| 6   | Lenny Pintor        | Olympique de Lyon      | 3     | —     | 2     | 5     |
| 6   | Daishawn Redan      | Chelsea F. C.          | —     | 4     | 1     | 5     |
| 6   | Alessio Riccardi    | A. S. Roma             | 5     | —     | 0     | 5     |
| 6   | Fábio Silva         | F. C. Oporto           | 4     | —     | 1     | 5     |
| 6   | Nuno Santos         | S. L. Benfica          | 5     | —     | 0     | 5     |